# Túnel de Toses
El Túnel de Toses és una obra del municipi de Toses (Ripollès) inclosa en l'Inventari del Patrimoni Arquitectònic de Catalunya.

## Descripció
La construcció del tram de Ripoll fins a Puigcerdà resultà una obra difícil. Tingué origen en un acord franco-espanyol de l'any 1904 per a l'establiment d'una comunicació entre Ripoll i Acs. Les obres es portaren a terme entre els anys 1910-19, el tram fins a Ribes; el de Puigcerdà s'acabà el 1922. Els treballs més difícils foren el famós túnel del Cargol, de forma helicoïdal d'un sol anell amb radi de 230 metres, i amb una llargada de més d'un kilòmetre, a la torrentera de Palós, i el que referim de la collada de Toses, de tres mil vuit-cents cinquanta metres de llargària. És de destacar l'entrada pel cantó de Toses d'una tipologia molt similar a la del túnel de Somport, a Canfranc.